# Mieczysław Jurecki
Mieczysław Jerzy Jurecki ps. Mechanik (ur. 3 października 1956 we Wrocławiu) – polski basista, gitarzysta, wokalista, kompozytor i aranżer. Związany z zespołami Budka Suflera i Perfect. Nagrał ponad trzysta płyt i brał udział w niezliczonych sesjach nagraniowych dla Polskiego Radia.

## Życiorys
Ukończył IX Liceum Ogólnokształcące im. Juliusza Słowackiego we Wrocławiu w 1975 roku. W trakcie nauki, po zajęciach lekcyjnych występował z Wojciechem Popkiewiczem w Autorskim Studio Piosenki „Teraz” i nagrywał, będąc muzykiem sesyjnym w Orkiestrze PR i TV we Wrocławiu. Ponadto jako członek zespołu pod kier. Włodzimierza Plaskoty nagrał kilkadziesiąt piosenek dla Kabaretu Elita oraz przez krótki okres współpracował z zespołem muzycznym przy studenckim Teatrze Kalambur (wokalistą grupy był Mirosław Bielawski). Jego pierwszym profesjonalnym zespołem rockowym był Nurt.
W kolejnych latach współpracował z takimi wykonawcami, jak: Zespół jazzowy Ryszarda Miśka, MSA 1111 (nagrania radiowe i koncertowe), Romuald i Roman, Spisek (współpraca z Haliną Frąckowiak i Krzysztofem Cugowskim, nagrania radiowe), Kwartet A. Mazura (współpraca z Ireną Santor i Marią Koterbską, nagrania radiowe), Art Flash (współpraca z Małgorzatą Gruszczyńską-Wojnarowicz i K. Cugowskim, nagrania radiowe), Gain, Alex Band, Test, Freak Weber, Perfect, Banda i Wanda, Ewa Bem, Zbigniew Lewandowski, Wojciech Gąssowski, Stachursky, Marek Torzewski, Zdzisława Sośnicka, Jan Kaczmarek, Tercet Egzotyczny, Urszula, Martyna Jakubowicz i wielu innych.
W 1981 trafił do Budki Suflera, w której z przerwami grał do 2003. W międzyczasie nagrywał solowe płyty jako Mechanik (albumy: Duży Mechanik (1988), Szuja (1989), Agrest (1994)) oraz brał udział w niezliczonych projektach jako muzyk sesyjny. Z założonym przez siebie zespołem Półbuty (m.in. Marek Raduli, Tomasz Zeliszewski) nagrał płytę To twoje życie i twoje marzenia (2001), która zawiera jego kompozycje.
Pod koniec 1998 nagrał solową płytę 12 sprawiedliwych, w nagraniu której uczestniczyli czołowi polscy gitarzyści: Jan Borysewicz, Dariusz Kozakiewicz, Jacek Królik, Jacek Krzaklewski, Krzysztof Misiak, Aleksander Mrożek, Marek Popów, Marek Raduli, Grzegorz Skawiński. Ta płyta została przez magazyn „Gitara i bas” uhonorowana tytułem Wydawnictwo Roku, a Jurecki – tytułem najlepszego polskiego gitarzysty basowego.
W 2003 założył zespół Veto (m.in. z wokalistką Olgą Pokorską), działający później pod nazwą Logo (album Za twój czuły szept z 2005). Współtworzył z Krzysztofem Wałeckim i Pawłem Szafrańcem formację Vintage (album N° 1 z 2007). Jest również basistą w rock and rollowym zespole Riders, gdzie poza nim występuje m.in. Ola Łysiak czy Grzegorz Kuks. Współpracuje z Wojtkiem Pilichowskim i Krzysztofem Ścierańskim oraz współtworzy z Jackiem Królikiem i Ryszardem Sygitowiczem zespół Giganci Gitary.
Jurecki był też pomysłodawcą konkursu „Solo życia” wyłaniającego młodych i zdolnych instrumentalistów. Impreza odbywała się corocznie w Lublinie, począwszy od 2005.

## Dyskografia solowa

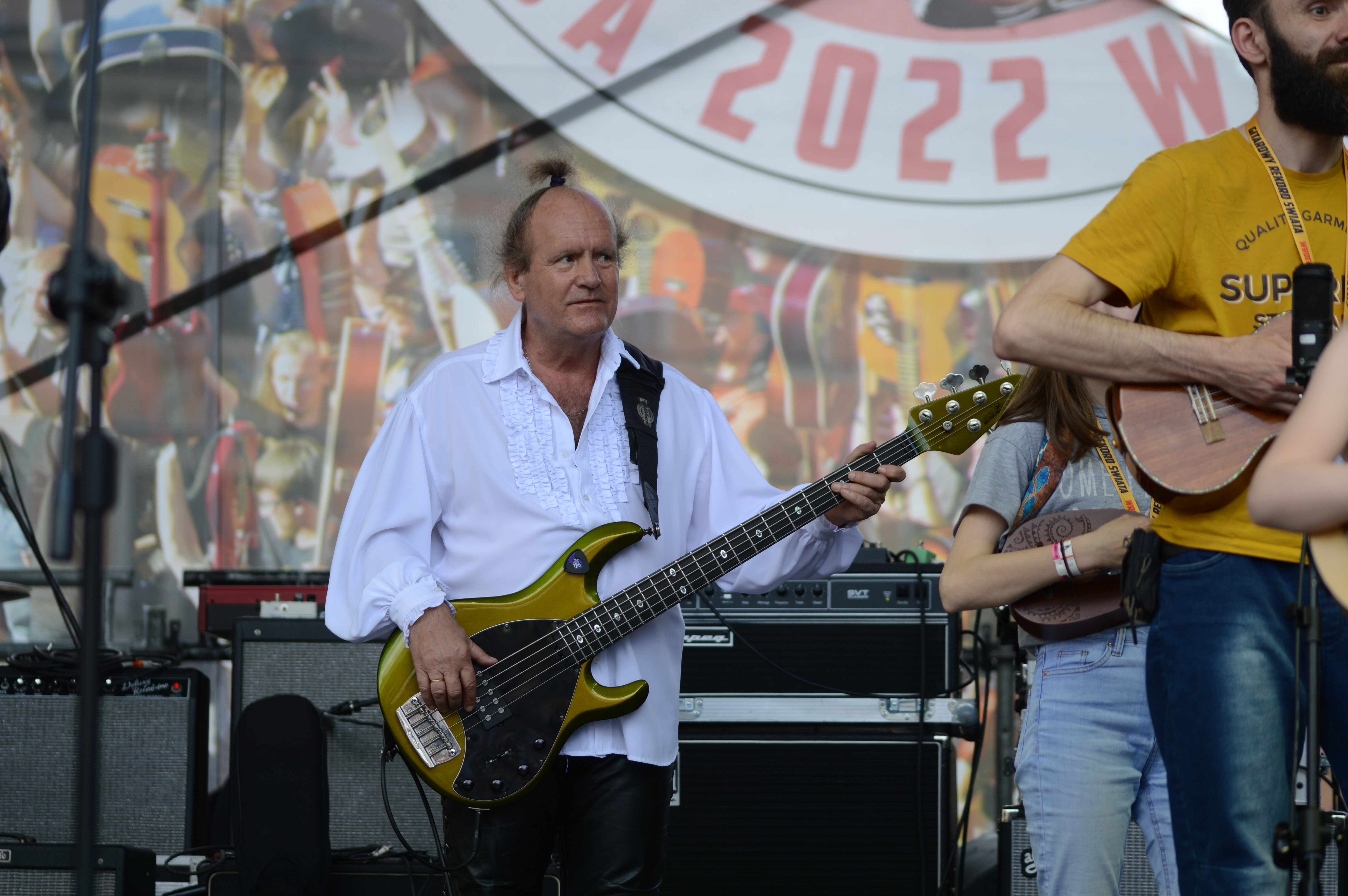
Mieczysław Jurecki (2022)

### Albumy
- Duży Mechanik (1988) (jako Mechanik)
- Szuja (1989) (jako Mechanik)
- 12 sprawiedliwych (1999) (jako Mietek Jurecki)
- Zanim czas odjedzie (2020)
- Telefon zaufania (2021 2 CD)
- Kołowrotek (2024)

### Single
- „Śpij mała, śpij (nie jestem tym, którego chcesz)” / „Sto litrów łez” (1987)

### Kompilacje
- Agrest (1994) (jako Mechanik)
- Dzieła wybrane (2008) (jako Mechanik)
- Boża Krówka (2019 3 CD) (jako Mietek Jurecki) – album wydany z okazji 45-lecia pracy artystycznej

## Odznaczenia
- Złoty Krzyż Zasługi (2022)[3]
- Srebrny Medal „Zasłużony Kulturze Gloria Artis” (2020)[4]

## Nagrody
- nagroda 100-lecia ZAiKS-u (2019)[5]
- nagroda specjalna ZAiKS-u (2022)[6]